# Cratere Math
Math  è un cratere sulla superficie di Europa.